# Humorist
Ein Humorist ist ein Künstler, der als Schriftsteller, Zeichner oder Dichter in seinen Werken Inhalte humoristisch beschreibt beziehungsweise abhandelt. Zu den bedeutendsten deutschen Zeichnern und Dichtern zählt beispielsweise Wilhelm Busch (1832–1908). Auch werden Vortragskünstler wie Komiker, die spaßige Sketche aufführen, als Humoristen bezeichnet. Als einer der Bekanntesten ist hier Vicco von Bülow alias Loriot (1923–2011) zu nennen. In der DDR war Humorist eine offizielle Berufsbezeichnung.